# Michael Levin
Michael Levin és un biòleg del desenvolupament i biòleg sintètic nord-americà a la Universitat Tufts, on és professor distingit Levin és director de l'Allen Discovery Center de la Universitat Tufts i del Tufts Center for Regenerative and Developmental Biology. També és codirector de l'Institut d'Organismes Dissenyats Computacionalment amb Joshua Bongard.

## Biografia
Michael Levin va néixer a Moscou, URSS, l'any 1969, en una família jueva Els seus pares es van enfrontar a l'antisemitisme a la Unió Soviètica, i el 1978 va aprofitar un programa de visats per als jueus soviètics i va traslladar la família a Lynn, Massachusetts. El pare de Levin era programador informàtic i treballava per al servei meteorològic soviètic; la seva mare era pianista de concert.
La immigració familiar de Levin va ser patrocinada per Temple Sinai a Marblehead, Massachusetts. La seva família encara és membre del Temple Sinaí. Levin va afirmar que "... Sempre he viscut en un radi d'aproximadament una milla d'on vam aterrar l'any 78."

## Carrera
Levin va rebre un doble grau en informàtica i biologia per la Universitat de Tufts, i un doctorat en genètica per la Universitat Harvard (treballant al laboratori de Cliff Tabin. La seva formació postdoctoral va ser al departament de Biologia Cel·lular de la Harvard School of Medicine amb Mark Mercola. Levin va establir per primera vegada el seu laboratori independent al Forsyth Institute l'any 2000. Els seus interessos de recerca inclouen: senyals bioelèctrics mitjançant la qual les cèl·lules es comuniquen per atendre les necessitats anatòmiques dinàmiques de l'organisme durant el desenvolupament, la regeneració i la supressió del càncer; cognició basal i intel·ligència en diversos substrats no convencionals; i control de dalt a baix de la forma i la funció a través d'escales en biologia. Va traslladar el seu grup a Tufts el 2009. El 2010, també es va convertir en membre associat del Wyss Institute of Harvard Medical School.

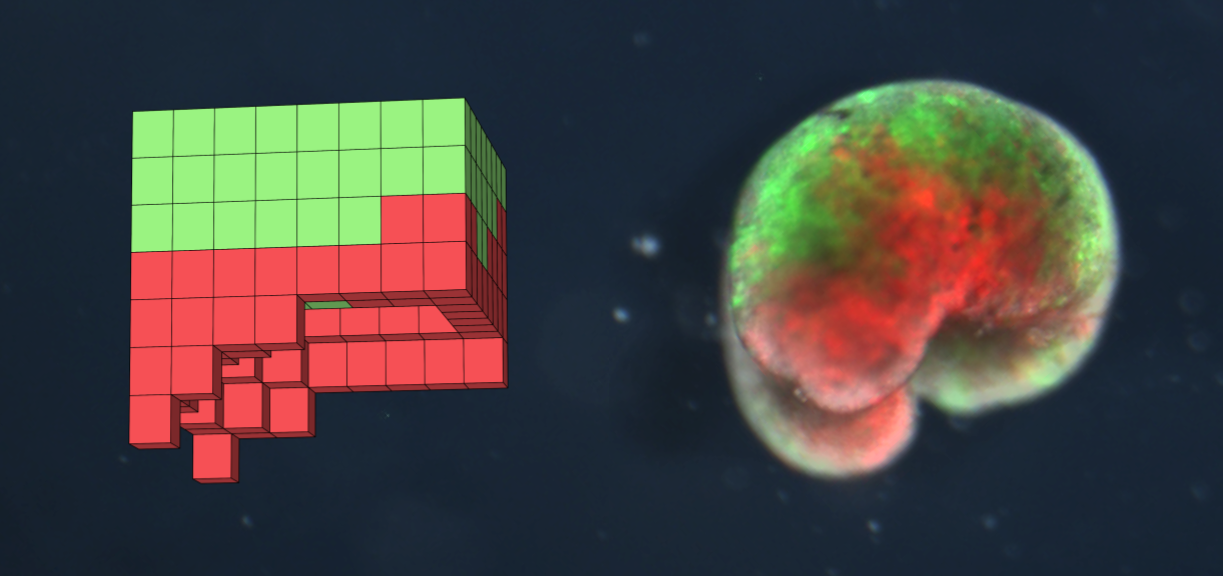
Un disseny de xenobot descobert en simulació (esquerra) i l'organisme desplegat (dreta) construït amb pell de granota (verd) i múscul cardíac (vermell).

És conegut per co-descobrir els Xenobots, "Els robots vius fets de cèl·lules de pell de granota poden sentir el seu entorn". Aquesta investigació se centra en el desenvolupament d'un sistema de cultiu d'embrions multiplexat, microfluídic, Xenopus que permetrà el descobriment de noves dianes de fàrmacs i el desenvolupament de terapèutiques quan es combina amb multiòmica i un pipeline bioinformàtic integrat. Aquest treball va ser finançat pel programa DARPA L2M.
Com a continuació del treball sobre els xenobots, el 30 de novembre de 2023, conjuntament amb un grup d'investigadors de la Universitat Tufts de Medford (Massachusetts) i l'Institut Wyss de la Universitat Harvard, va publicar a la revista Advanced Science l'article «Motile Living Biobots Self-Construct from Adult Human Somatic Progenitor Seed Cells», on es descriuen els antrobots, els primers robots biològics vius totalment cel·lulars formats per cèl·lules traqueals humanes.
A partir de 2021, el laboratori de Levin està treballant en aplicacions de biologia sintètica de la bioelectricitat per al control cel·lular; desenvolupament d'una bioinformàtica de forma, eines d'IA per al descobriment i prova de models algorítmics que vinculen dades genètica molecular amb la morfogènesi; utilitzant tècniques d'IA, neurociència computacional i ciència cognitiva per fer models de morfogènesi.
Levin és coeditor en cap de la Bioelectricity, editor associat fundador de Collective Intelligence, i forma part del consell assessor editorial de la revista Laterality.

## Premis i honors[11]
- 2020 Professor Distingit, Tufts University
- 2013 Premi al professor escolar distingit, Tufts University
- Certificat d'Excel·lència Docent 2013 del curs MBL Stem Cell
- Premi Científic de Visió 2012, IFESS
- 2011 nomenat a la càtedra dotada per Vannevar Bush
- 2004 El treball sobre la base molecular de l'asimetria esquerra-dreta (Cell 1995) va ser escollit per la revista Nature com a "Fita de la biologia del desenvolupament al segle passat"
- Premi “Best Talk” 2001 a la conferència de la Fundació Juan March sobre Asimetria Esquerra Dreta a Madrid, Espanya
- Premi Junior Investigador 2000, Societat de Regulació Física en Biologia i Medicina
- 1997-2000 Beca postdoctoral de la Fundació Helen Hay Whitney
- 1997 Premi Alexander Imich, article sobre ciència cognitiva i consciència
- 1992-1995 Beca predoctoral de la NSF per al treball
- 1990, 1991 Beques Hughes per a la recerca en biofísica del desenvolupament

## Publicacions
Michael Levin ha publicat més de 350 articles; la llista completa es pot trobar a la seva pàgina de Google Scholar or in his official biography at Tufts website.
Some of the most cited papers:
- Levin, Michael; Johnson, Randy L; Sterna, Claudio D; Kuehn, Michael; Tabin, Cliff «A molecular pathway determining left-right asymmetry in chick embryogenesis». Cell, 82, 5, 9-1995, pàg. 803–814. DOI: 10.1016/0092-8674(95)90477-8. PMID: 7671308.
- Levin, Michael «Left–right asymmetry in embryonic development: a comprehensive review». Mechanisms of Development, 122, 1, 01-01-2005, pàg. 3–25. DOI: 10.1016/j.mod.2004.08.006. PMID: 15582774.
- Levin, Michael; Thorlin, Thorleif; Robinson, Kenneth R.; Nogi, Taisaku; Mercola, Mark «Asymmetries in H+/K+-ATPase and Cell Membrane Potentials Comprise a Very Early Step in Left-Right Patterning». Cell, 111, 1, 10-2002, pàg. 77–89. DOI: 10.1016/S0092-8674(02)00939-X. PMID: 12372302.
- Sundelacruz, Sarah; Levin, Michael; Kaplan, David L. «Role of Membrane Potential in the Regulation of Cell Proliferation and Differentiation». Stem Cell Reviews and Reports, 5, 3, 9-2009, pàg. 231–246. DOI: 10.1007/s12015-009-9080-2. PMID: 19562527.
- Blackiston, Douglas J.; McLaughlin, Kelly A.; Levin, Michael «Bioelectric controls of cell proliferation: Ion channels, membrane voltage and the cell cycle». Cell Cycle, 8, 21, 11-2009, pàg. 3527–3536. DOI: 10.4161/cc.8.21.9888. PMC: 2862582. PMID: 19823012.
- Levin, Michael «Large-scale biophysics: ion flows and regeneration». Trends in Cell Biology, 17, 6, 6-2007, pàg. 261–270. DOI: 10.1016/j.tcb.2007.04.007. PMID: 17498955.
- Adams, Dany S.; Masi, Alessio; Levin, Michael «H+ pump-dependent changes in membrane voltage are an early mechanism necessary and sufficient to induce Xenopus tail regeneration». Development, 134, 7, 01-04-2007, pàg. 1323–1335. DOI: 10.1242/dev.02812. PMID: 17329365.
- Adams, Dany S.; Robinson, Kenneth R.; Fukumoto, Takahiro; Yuan, Shipeng; Albertson, R. Craig; Yelick, Pamela; Kuo, Lindsay; McSweeney, Megan; Levin, Michael «Early, H+-V-ATPase-dependent proton flux is necessary for consistent left-right patterning of non-mammalian vertebrates». Development, 133, 9, 01-05-2006, pàg. 1657–1671. DOI: 10.1242/dev.02341. PMC: 3136117. PMID: 16554361.
- Fukumoto, Takahiro; Kema, Ido P.; Levin, Michael «Serotonin Signaling Is a Very Early Step in Patterning of the Left-Right Axis in Chick and Frog Embryos». Current Biology, 15, 9, 5-2005, pàg. 794–803. DOI: 10.1016/j.cub.2005.03.044. PMID: 15886096.
- Levin, Michael; Pagan, Sylvia; Roberts, Drucilla J.; Cooke, Jonathan; Kuehn, Michael R.; Tabin, Clifford J. «Left/Right Patterning Signals and the Independent Regulation of Different Aspects ofSitusin the Chick Embryo». Developmental Biology, 189, 1, 9-1997, pàg. 57–67. DOI: 10.1006/dbio.1997.8662. PMID: 9281337.
- Levin, Michael «Molecular bioelectricity: how endogenous voltage potentials control cell behavior and instruct pattern regulation in vivo». Molecular Biology of the Cell, 25, 24, 12-2014, pàg. 3835–3850. DOI: 10.1091/mbc.e13-12-0708. PMC: 4244194. PMID: 25425556.